# Palaeomolis postflavida
Palaeomolis postflavida är en fjärilsart som beskrevs av George Francis Hampson 1894. Palaeomolis postflavida ingår i släktet Palaeomolis och familjen björnspinnare. Inga underarter finns listade i Catalogue of Life.